# Limata
Limata (łac. Limatensis) – stolica historycznej diecezji we Cesarstwie rzymskim w prowincji Numidia. Współcześnie okolica Mila w Algierii. Obecnie katolickie biskupstwo tytularne. Od 1998 biskupem Limaty jest biskup pomocniczy kielecki Marian Florczyk.

## Biskupi tytularni
| Lp. | Biskup                              | Funkcja                                           | Od                   | Do               |
| --- | ----------------------------------- | ------------------------------------------------- | -------------------- | ---------------- |
| 1   | Napoléon-Alexandre Labrie CIM       | wikariusz apostolski Golfe Saint-Laurent (Kanada) | 30 marca 1938        | 22 grudnia 1945  |
| 2   | John Raphael Hagan                  | biskup pomocniczy Cleveland (USA)                 | 27 kwietnia 1946     | 28 września 1946 |
| 3   | Juan C. Sison                       | biskup pomocniczy Nueva Segovia (Filipiny)        | 10 maja 1947         | 20 sierpnia 1956 |
| 4   | Guillermo Bolatti                   | biskup pomocniczy Buenos Aires (Argentyna)        | 2 lutego 1957        | 11 lipca 1961    |
| 5   | Lorenzo Michele Joseph Graziano OFM | biskup pomocniczy Santa Ana (Salwador)            | 11 sierpnia 1961     | 10 stycznia 1968 |
| 6   | Mathurin Blanchet OMI               | emerytowany biskup Aosty (Włochy)                 | 15 października 1968 | 9 listopada 1974 |
| 7   | Giovanni Benedetti                  | biskup pomocniczy Perugii (Włochy)                | 12 grudnia 1974      | 25 marca 1976    |
| 8   | Edward Kisiel                       | administrator apostolski białostocki              | 3 maja 1976          | 5 czerwca 1991   |
| 9   | Marko Culej                         | biskup pomocniczy Zagrzebia (Chorwacja)           | 7 stycznia 1992      | 5 lipca 1997     |
| 10  | Marian Florczyk                     | biskup pomocniczy kielecki                        | 21 lutego 1998       |                  |